# Cubaris maculata
Cubaris maculata är en kräftdjursart som beskrevs av Helmut Schmalfuss och Franco Ferrara 1983. Cubaris maculata ingår i släktet Cubaris och familjen Armadillidae. Inga underarter finns listade i Catalogue of Life.